# Yvan Colonna
Yvan Colonna (Ajaccio, 7 april 1960 – Marseille, 21 maart 2022) was een Corsicaans nationalist die veroordeeld werd voor moord. Hij was de zoon van Jean-Hugues Colonna, voormalig lid van de Nationale Vergadering voor de Socialistische Partij gekozen in de Alpes-Maritimes en ontvanger van het Franse Légion d'honneur.
Yvan Colonna werd in 1960 geboren in Ajaccio op Corsica. In 1975 verhuisde zijn familie naar Nice. Na zijn middelbare school volgde hij een opleiding tot sportleraar. In 1981 brak hij zijn opleiding af, keerde terug naar Corsica en verhuisde naar Cargèse, waar zijn broer later een strandbar opende. Daar begon hij met het hoeden van geiten, een veelvoorkomend beroep op Corsica. Hij sloot zich aan bij een nationalistische militante factie dicht bij het Front de libération nationale corse en wordt ervan verdacht daarvoor verschillende terroristische acties in de regio te hebben uitgevoerd. Hij werd met name verdacht van deelname aan een aanval op het politiebureau in Pietrosella.

## Rol bij de moord op prefect Érignac

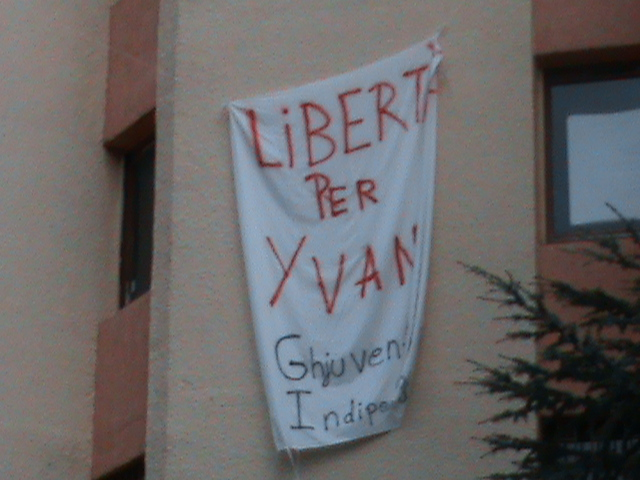
Een spandoek opgehangen door leden van Ghjuventù Indipendentista waarop wordt opgeroepen tot de vrijlating van Yvan Colonna. Veel spandoeken en graffiti in en rond de Universiteit van Corsica Pascal Paoli in Corte tonen steun voor de FLNC en de Corsicaanse onafhankelijkheid.

Op 6 februari 1998 om 21.05 uur werd de prefect van Corsica, Claude Érignac, vermoord toen hij een theater verliet op de rue Colonna-d'Ornano in Ajaccio. Hij werd in de nek geraakt door drie 9mm-kogels en stierf kort daarna. Het wapen bleek een van de wapens te zijn die waren gestolen bij de aanval op het station van de Gendarmerie Nationale in Pietrosella op 6 september 1997.
Een onderzoek volgde, wat resulteerde in de arrestatie van verschillende militanten. Ondervraging wees Yvan Colonna als de schuldige aan. Voor de politie hem kon ondervragen, was hij al gevlucht. Het leidde tot de grootste klopjacht in de Franse geschiedenis. Er werd verondersteld dat Colonna het land had verlaten en mogelijk naar Zuid-Amerika was gevlucht. Een infraroodcamera die in de bergen van Corsica in de buurt van Vico werd opgesteld als bewaking van een bergerie, een traditionele Corsicaanse stenen hut, leverde echter bewijs op dat Colonna zich hier verstopte. Op 4 juli  werd hij gearresteerd.
Hij werd beschuldigd van moord en lidmaatschap van een terroristische organisatie en werd op 12 november 2007 voorgeleid voor de rechtbank van bijzondere zaken in Parijs. De rechtbank was in zitting tot 12 december 2007. Tijdens zijn voorarrest in afwachting van zijn proces verklaarde hij herhaaldelijk zijn onschuld; hij stelde het slachtoffer te zijn van oneerlijke berichtgeving in de pers, waarbij hij door de pers schuldig werd verklaard. Op 13 december 2007 werd Colonna schuldig bevonden en veroordeeld tot levenslange gevangenisstraf. Hij ging vervolgens in hoger beroep.
Op 20 juni 2011 werd de veroordeling van Colonna in hoger beroep bevestigd. Hij zat zijn levenslange gevangenisstraf uit in het detentiecentrum van Toulon-La Farlède.

## Overlijden
In maart 2022 werd hij in de gevangenis aangevallen door een moslimfundamentalist nadat hij Allah zou hebben gelasterd, waarbij hij bijna om het leven kwam. Als reactie daarop ontstond er overal op Corsica gewelddadige onrust. Hij overleed drie weken later in een ziekenhuis in Marseille.
- Bibliothèque nationale de France: cb14458106q (data)
- Gemeinsame Normdatei: 140892710
- International Standard Name Identifier: 0000 0000 7893 244X
- Library of Congress Control Number: n2008010680
- Système universitaire de documentation: 127358471
- Virtual International Authority File: 107865270
- WorldCat: E39PBJxmFFC7V6BfFbXQxvwwG3